# فرودگاه مرکز رادار برد بلند پوینت لی
 فرودگاه مرکز رادار برد بلند پوینت لی (به انگلیسی: Point Lay LRRS Airport) یک فرودگاه همگانی و نظامی بهره‌برداری هوایی با کد یاتا PIZ است که یک باند فرود شن دارد و طول باند آن ۱۰۷۳ متر است. این فرودگاه در کشور ایالات متحده آمریکا قرار دارد و در ارتفاع ۸ متری از سطح دریا واقع شده است.